# 梁建章 (企业家)
梁建章（1969年12月16日—），男，上海人，中国人口经济学和创业创新研究专家，携程集团联合创始人，现任携程集团董事会执行主席、前北京大学光华管理学院管理实践教授。

## 股东身份
梁建章目前担任同程艺龙的董事会联席主席，同时也是多家上市公司的董事会成员，包括首旅酒店和MakeMyTrip等。

## 生平
在创立携程前，梁建章于1991至1999年间就职于甲骨文公司，于1997至1999年间担任甲骨文中国区咨询总监。梁建章持有斯坦福大学经济学博士学位、佐治亚理工学院硕士和本科学位，也曾就读于复旦大学少年班。
1999年，梁建章先生参与创建携程，自2003年起担任携程执行董事局主席，并于2000至2006年间、2013至2016年间担任集团首席执行官。 2016年11月辞去首席执行官，转由孙洁接任，自己仍保留执行董事之职。

## 学术贡献
梁建章出版过基于学术研究的《创新主义》《人口战略》《中国人太多了吗？》《中国梦呼唤中国孩》《人口创新力》等书籍，以及人口寓言类书籍《永生之后》。
2021年，梁建章推出“人口经济学15讲”系列音频节目，分析人口与创新、资源、城市化的关系，探讨中国当下的人口形势与政策，呼吁社会各界正视中国面临的人口困境，探寻应对人口难题的根本方向。
2013年，梁建章与美国斯坦福大学商学院Nicholas Bloom, John Roberts, Zhichun Jenny Ying等专家学者合作发表《在家办公的可行性：基于中国的试验证据》研究论文，并在经济学顶尖杂志《经济学季刊》（QJE，The Quarterly Journal of Economics）上刊登。文章的研究结果表明，“在家办公”提高了员工13%的绩效，使员工具有更高的工作满意度，工作离职率下降了50%。该项研究数据来源于携程旅行网员工进行的一项为期九个月的自然试验，试验随机安排了一部分呼叫中心的职员在家办公，然后比较在家工作和在办公室工作的差别。
依据这方面的试验经验，2020年疫情期间，携程11条业务线近70%的客服员工得以迅速实施“在家办公”方案，部分部门在家办公人员比例近85%。结果显示，由于不受办公室干扰和通勤时间等因素的影响，在家办公的人可以完成更多的工作。
梁建章认为，疫情之外的“在家办公”，才真正具备评价标准。2021年8月9日，携程集团宣布启动“2021混合办公试验”。该试验将通过对2个对照组，总计数百名员工参与的混合办公综合试验，探索该形式是否可以作为公司未来长期办公形式之一。这是携程继2010年、2020年实施“在家办公试验”项目之后的再次迭代试验。
2018年11月，梁建章联合北大光华应用经济系教授王辉及斯坦福大学商学院劳动经济学家Edward Lazear（爱德华·拉齐尔）共同合作完成论文《Demographics and Entrepreneurship》，并在顶级经济学期刊《政治经济学期刊》（Journal of Political Economy，JPE)上发表，再次强调老龄化人口结构会对整个国家的创业创新参与度与参与活力产生较大影响。
文章通过建立理论模型，提出了老龄化影响国家经济发展的新渠道。随后研究者们利用全球创业监测数据（Global Entrepreneur Monitor, GEM），收集了2001年至2010年间，最具代表性的83个国家、130万15-60 岁间的个体关于创业活动的基本信息，检验并证实了该理论模型的结论。
研究者表示，老龄化的员工结构意味着，在其他条件相同的情况下，年轻人需要花更长的时间才能在公司被晋升到对积累创业所需业界经验有利的职位，人力资本积累缓慢。进而，老龄化的人口结构降低了所有年龄段的创业倾向与比例，研究者们称之为“阻挡效应”（The Rank Effect）。这一效应建立了社会人口结构对于个体创业行为的影响途径，是一个全新的、人口经济研究视角。

## 个人荣誉
- 2020《环球时报》文旅领军人物；[18]
- 2019福布斯中国发展年度商业人物之跨国经营商业领袖；[19]
- 《机构投资者》2016年度全亚洲互联网行业最佳CEO；[20]
- 2015年新浪十大经济年度人物。[21]